# Siège de Tournai (1581)
Guerre de Quatre-Vingts Ans
Batailles
- Chronologie de la guerre de Quatre-Vingts Ans
- Valenciennes
- Austruweel
- Rheindalen
- Heiligerlee
- Jemmingen
- Jodoigne
- Brielle
- 1er Flessingue
- Malines
- Goes
- Mons
- Haarlem
- 2e Flessingue
- Borsele
- Zuiderzee
- Alkmaar
- Leyde
- Reimerswaal
- Mook
- Lillo
- Zierikzee
- 1er Anvers
- 1er Bréda
- Gembloux
- Rijmenam
- 1er Deventer
- Maastricht
- 2e Bréda
- Açores
- 2e Anvers
- 3e Anvers
- Boksum
- Zutphen
- 1er Berg-op-Zoom
- Gravelines
- 3e Bréda
- 2e Deventer
- Groningue
- Huy
- 1er Groenlo1
- 2e Groenlo
- Turnhout
- Nieuport
- Ostende
- L'Écluse
- 3e Groenlo
- Saint-Vincent
- Gibraltar
- Saint-Vincent (1621)
- 2e Berg-op-Zoom
- 4e Bréda
- 4e Groenlo
- Matanzas
- Bois-le-Duc
- Abrolhos
- Slaak
- Maastricht
- 5e Bréda
- Cabañas
- Calloo
- Les Downs
- Saint-Vincent (1641)
- Hulst
- Cavite

Le siège de Tournai, qui se déroule du 4 octobre au 30 novembre 1581, est un épisode de la guerre de Quatre-Vingts Ans, guerre qui aboutira à l'indépendance des Provinces-Unies. 
Au cours de ce siège s'affrontent les troupes du gouverneur général des Pays-Bas espagnols, Alexandre Farnèse, agissant au nom du roi Philippe II, souverain des dix-sept provinces néerlandaises, et les habitants de la ville de Tournai, favorables au soulèvement dirigé depuis 1568 par Guillaume d'Orange. 

## Contexte

### Tournai et les Pays-Bas espagnols
Tournai, ville française au Moyen Âge, est conquise par Charles Quint en 1521 et intégrée aux Pays-Bas, ensemble de dix-sept provinces, de la Frise à l'Artois, issu de l'État bourguignon de Charles le Téméraire, dont il est l'héritier. En même temps chef de la maison de Habsbourg et roi d'Espagne, mais aussi empereur (élu en 1519), il abdique en 1555 en cédant les Pays-Bas et la couronne espagnole à son fils Philippe.
La Réforme, apparue en 1517-1521 en Allemagne, a conquis une partie de la population néerlandaise malgré l'opposition de Charles Quint, puis de Philippe II, et a une large audience à Tournai dont une grande partie de la population est acquise au calvinisme. 

### La révolte des Gueux (1566-1567)
De fortes tensions, politiques et religieuses, entre Philippe II et les Néerlandais aboutissent à une crise, qui marque le début de la « révolte des Gueux » (avril 1566). En août 1566, les Pays-Bas sont touchés par une vague de « furie iconoclaste », qui atteint Tournai les 23 et 24 août : les églises et les établissements religieux catholiques sont saccagés par des calvinistes radicaux. 
Le gouvernement, c'est-à-dire la « gouvernante » Marguerite de Parme et le Conseil d'État, envoient Philippe de Montmorency, comte de Horn, puis Philippe de Noircarmes, qui inaugure une période de répression (152 personnes exécutées à Tournai de septembre 1567 à novembre 1569). De nombreux protestants quittent la ville.

### Les premières années de la guerre d'indépendance (1568-1580)
L'arrivée aux Pays-Bas en août 1567 du duc d'Albe, gouverneur général à la place de Marguerite, amène une rupture entre la monarchie espagnole et une partie de la haute noblesse néerlandaise. Guillaume d'Orange (« le Taciturne »), membre éminent du Conseil d'Etat, s'enfuit à l'étranger, puis lance en 1568 une offensive contre le duc d'Albe, qui marque le début de la guerre d'indépendance des Pays-Bas.
En novembre 1576, à la suite du sac d'Anvers par les troupes espagnoles, les États généraux des Pays-Bas signent la Pacification de Gand, puis l'Union de Bruxelles, qui visent à unifier les opposants à la monarchie, par-delà les différences religieuses. De nombreux protestants rentrent alors à Tournai. Mais l'unité ne dure pas : en 1579, les « Malcontents », catholiques des provinces méridionales, inquiets face à la montée du protestantisme, créent l'union d'Arras et les protestants répliquent par la création de l'union d'Utrecht. 

Les Pays-Bas en 1579 : provinces membres de l'Union d'Utrecht (en bleu) et de l'Union d'Arras (en jaune).

Le gouverneur général des Pays-Bas, Alexandre Farnèse (fils de Marguerite de Parme), s'allie avec les Malcontents. En ce qui concerne Tournai, son gouverneur est depuis 1576 Pierre de Melun, foncièrement antiespagnol et fidèle aux États-généraux[réf. nécessaire], est favorable à la conciliation entre protestants et catholiques. 

### La déchéance de Philippe II (26 juillet 1581)
Le 26 juillet 1581, les États généraux votent la déchéance de Philippe II de ses droits sur les dix-sept provinces (acte de La Haye). 
Cet acte officiel de rébellion ne peut rester sans réponse ; le gouverneur général décide d'attaquer Tournai, située à la limite des provinces rebelles.

## Le siège
Alexandre Farnèse profite de l'absence de Pierre de Melun pour mettre le siège devant Tournai. 
La ville ne dispose que d'une petite garnison face aux 16 000 fantassins et aux 5 000 cavaliers de Farnèse. La situation est sans grand espoir, mais les défenseurs vont être galvanisés par l'épouse du gouverneur, Christine de Lalaing, princesse d'Epinoy. Haïssant Philippe II, elle s'oppose aux notables favorables à la négociation et encourage les défenseurs en venant en personne sur les murailles. 
Cependant, au bout de deux mois, marqués par 23 combats et 12 sorties[pas clair] des assiégés, la ville, ne pouvant compter sur aucun secours, se rend (30 novembre 1581). 
Les défenseurs sont autorisés à quitter la ville avec armes et bagages et Alexandre Farnèse rend hommage à cette occasion à Christine de Lalaing, qui a suscité son admiration. 

## Conséquences sur la ville
Les protestants, dont beaucoup sont des citoyens actifs de la ville, s'exilent de nouveau. Leur départ contribue au déclin économique de Tournai qui ne se remet que très lentement des dégâts du siège sous le règne des archiducs Albert et Isabelle.